# Turrella letourneuxiana
Turrella letourneuxiana is een slakkensoort uit de familie van de Raphitomidae. De wetenschappelijke naam van de soort is voor het eerst geldig gepubliceerd in 1865 door Crosse & P. Fischer.